# Amahami
Amahami (Awaxawi, Minnetaree of the Knife River), Nekoć samostalno pleme porodice Siouan srodno Hidatsama. Lewis i Clark (1804) navode ih kao zasebno pleme nastanjeno na ušću rijeke Nož (Knife River) u Sjevernoj Dakoti. Prema svome lokalitetu, gdje se nalazilo i njihovo istoimeno selo, nazivani su i imenom Minnetaree of the Knife River. Tridesetak godina kasnije (1837), nakon epidemije koja ih je pogodila pridružili su se Hidatsama s kojima su zajedno u društvu Arikara i Mandana preseljeni na rezervat Fort Berthold, gdje su i izgubili identitet. Prema Lewisu i Clarku nekoć su bili snažan agrikulturan narod.

## Vanjske poveznice
- The Hidatsa  Arhivirana inačica izvorne stranice od 17. svibnja 2008. (Wayback Machine)